# Бергман, Иосиф
Ио́сиф фон Бе́ргман (нем. Josef Ritter von Bergmann, 13 ноября 1796, Хиттизау, Форарльберг — 29 июля 1872, Грац) — австрийский историк, филолог и нумизмат. Отец австрийского египтолога Эрнста Бергмана.
Учился в Венском университете. С 1828 года работал в Венском мюнцкабинете и собрании антиков. В 1863 году, после смерти Йозефа Арнета, стал его директором. С 1848 года — действительный член Императорской академии наук.
Является авторов многих научных трудов. Основной труд по нумизматике, опубликованный в 1858 году, посвящён австрийским портретным медалям.

## Труды
- Übersicht der k. k. Ambraser Sammlung. 1846;
- Medaillen auf berühmte und ausgezeichnete Männer des österreichischen Kaiserstaates vom XVI. bis zum XIX. Jahrhundert. — Wien, 1858;
- Die Reichsgrafen von und zu Hohenembs in Vorarlberg. Wien 1861 (онлайн на сайте Mecklenburg-Vorpommern Digitalen Bibliothek).